# Memories (라이즈 노래)
"Memories"는 대한민국의 보이 밴드 라이즈의 곡이다. 2023년 8월 21일 SM 엔터테인먼트를 통해 발매되었고 카카오엔터테인먼트와 RCA 레코드가 배급했으며, 데뷔 싱글 앨범 "Get A Guitar"의 첫 번째 싱글로 발매되었다.

## 배경 및 발매
2023년 5월, SM 엔터테인먼트는 2023년 하반기에 새로운 보이 밴드를 데뷔시킬 것이라고 확인했으며, 이 보이 밴드는 나중에 라이즈가 된다. 8월 7일, SM은 라이즈가 싱글 앨범 "Get a Guitar"를 발매하며 데뷔할 것이며, 싱글 앨범 발매에 앞서 8월 21일 "Memories"가 선공개될 것이라고 발표했다. "Memories"는 8월 21일 디지털 다운로드 및 스트리밍으로 발매되었다.

## 구성
"Memories"의 가사는 SM의 작사가 켄지가 썼다. 켄지, 로니 스벤젠, 아드리안 테센, 앤 주디스 위크, 보비 루이스가 작곡했으며, 켄지, 스벤젠, 테센이 편곡을 맡았다. 스벤젠, 테센, 위크는 노르웨이 프로덕션 회사 Dsign Music의 멤버이다. "Memories"는 "향수를 불러일으키는" 신시사이저, 드럼 앤 베이스의 영향을 받은 코러스, 강력한 비트와 빠른 템포의 리듬이 특징인 댄스 곡이다.

## 평가
"Memories"는 평론가들로부터 긍정적인 평가를 받았다. NME의 카르멘 친은 이 곡의 코러스를 "걸작"이라고 불렀으며, "밴드의 겹겹이 쌓인 활기찬 보컬 하모니가 어우러질 때 곡이 살아난다"고 언급했다. 더 허니 팝의 나즐리칸 아이는 이 곡을 "아름답고" "마음을 따뜻하게 해주는" 곡이라고 불렀으며, 이 곡의 보컬이 "천사 같다"고 언급했다.
NME는 이 곡을 "2023년 최고의 K팝 노래 25곡" 목록에서 25위에 올렸으며, 평론가 루시 포드는 이 곡의 코러스를 "환희에 찬" 곡이자 "올해 최고의 곡 중 하나"라고 평했다.

## 뮤직 비디오

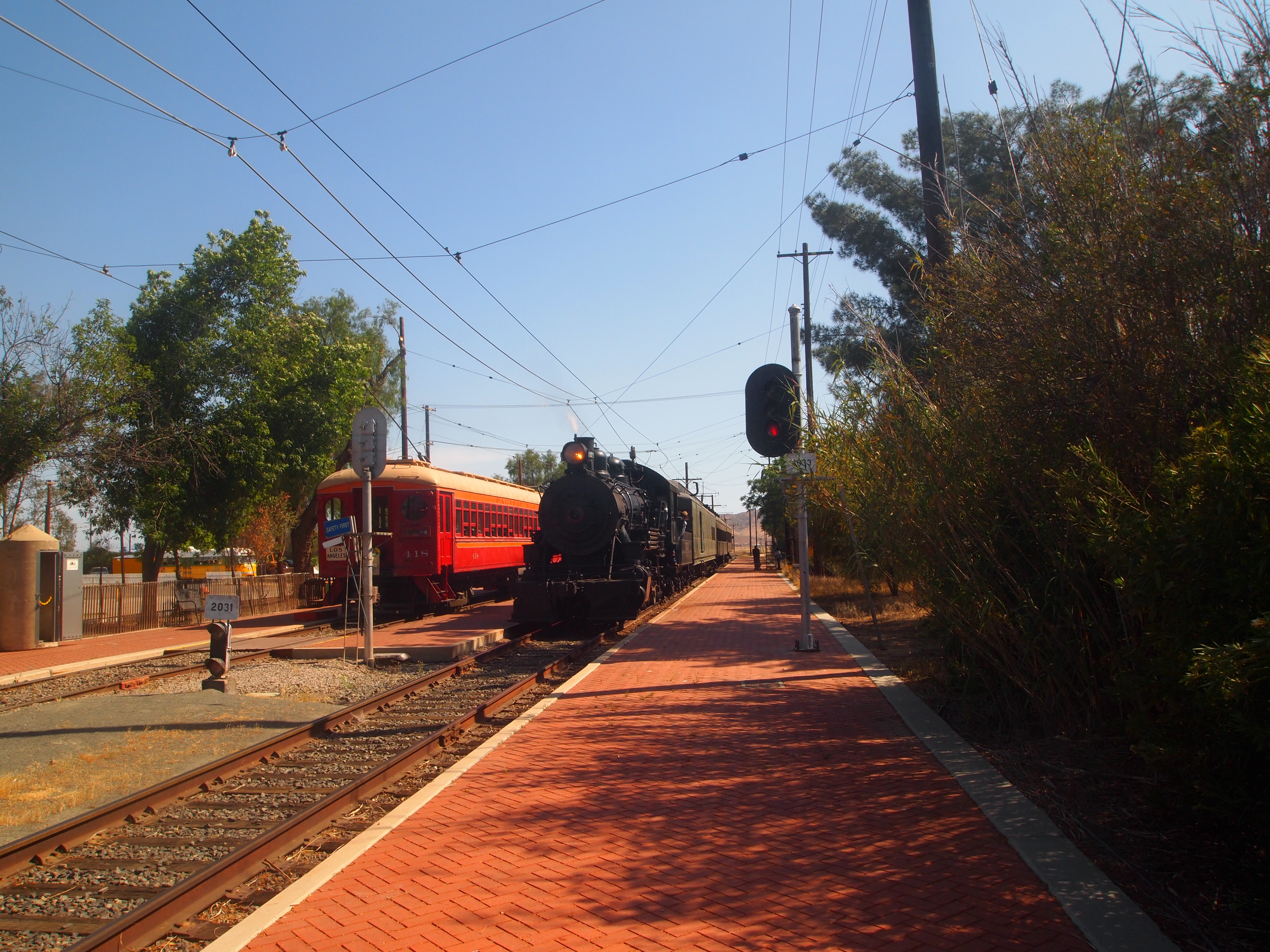
서던 캘리포니아 철도 박물관이 뮤직 비디오에 눈에 띄게 등장한다.

지누야 메이크스 감독이 연출한 "Memories" 뮤직 비디오는 8월 21일 곡과 동시에 공개되었으며, SM 엔터테인먼트의 유튜브 채널에서 최초 공개되었다.
"Memories"는 2023년 7월 5일간 로스앤젤레스 대도시권의 사우전드오크스와 페리스의 서던 캘리포니아 철도 박물관 등 여러 장소에서 "Siren" 및 "Get a Guitar"와 함께 촬영되었다. 비디오에서 멤버들은 풀밭을 뛰어다니고, 호수에서 수영하며, 철도 차량기지에서 기차들 사이에서 춤을 추는 모습이 묘사된다.
뮤직 비디오의 끝에는 그룹의 다음 싱글인 "Get a Guitar"의 짧은 티저 클립이 포함되어 있으며, 곡의 뮤직 비디오 클립 위에 4초간의 곡의 인스트루멘탈이 공개된다.

## 라이브 공연
음원이 발매된 날, 라이즈는 KCON에 출연하여 이 곡을 공연했다. 이 공연은 그래미닷컴에 의해 페스티벌의 "스릴 넘치는 순간" 중 하나로 선정되었다. 싱글 앨범의 공식 발매에 앞서, 그룹은 8월 27일 SBS의 인기가요에서 이 곡을 공연했으며, 앨범 발매 주간 동안 다른 대한민국 음악 프로그램에서도 이 곡을 계속 공연했다: 9월 7일 Mnet의 엠카운트다운, 9월 8일 KBS의 뮤직뱅크, 9월 9일 MBC의 쇼! 음악중심.
이 곡을 더욱 홍보하기 위해 그룹은 Mnet의 Performance37, MBC의 It's Live, 그리고 네이버의 Npop에서도 공연했다. Npop에서 라이즈는 멤버 승한 없이 처음으로 공연했는데, 승한은 건강 문제로 불참했다. 라이즈는 2023년 인도네시아 텔레비전 어워즈를 포함한 시상식에서도 이 곡을 공연했다.
그룹의 2024년 Riizing Day 콘서트 투어 세트리스트에도 포함되었다.

## 크레딧 및 스태프
크레딧은 싱글 앨범의 라이너 노트에서 발췌했다.
스튜디오
- SM 옐로우 테일 스튜디오 – 녹음
- SM 스타라이트 스튜디오 – 녹음
- 77F 스튜디오 – 디지털 편집
- SM SSAM 스튜디오 – 디지털 편집
- SM 블루 오션 스튜디오 – 믹싱
- 스털링 사운드 – 마스터링

스태프
- SM 엔터테인먼트 – 이그제큐티브 프로듀서
- 장철혁 – 총괄 감독
- 라이 – 보컬
  - 소희 – 배경 보컬
- 켄지 – 프로듀서, 작사, 작곡, 편곡, 보컬 디렉팅
- 로니 스벤젠 – 프로듀서, 작곡, 편곡
- 아드리안 "피자펑크" 테센 – 프로듀서, 작곡, 편곡
- 앤 주디스 위크 – 작곡
- 보비 루이스 – 작곡, 배경 보컬
- Xydo – 배경 보컬
- 노민지 – 녹음
- 정유라 – 녹음
- 우민정 – 디지털 편집
- 강은지 – 디지털 편집
- 김철순 – 믹싱
- 크리스 게링어 – 마스터링

## 차트
| 차트 (2023)                    | 최고 순위 |
| ------------------------------ | --------- |
| 일본 다운로드 송 (빌보드 재팬) | 69        |
| 네덜란드 (글로벌 탑 40)        | 38        |
| 대한민국 (써클)                | 99        |

| 차트 (2023)     | 순위 |
| --------------- | ---- |
| 대한민국 (써클) | 97   |

## 발매 역사
| 지역      | 날짜            | 포맷                     | 레이블    |
| --------- | --------------- | ------------------------ | --------- |
| 여러 지역 | 2023년 8월 21일 | 디지털 다운로드 스트리밍 | SM 카카오 |